# Морев, Анатолий Ильич
Анатолий Ильич Морев (14 июня 1925 — 6 июля 2021) — советский государственный деятель, председатель Красноярского горисполкома (1972—1979).

## Биография
Родился 14 июня 1925 года в селе Малая Иня Минусинского района Красноярского края, в 1931 г. переехал с родителями в Абакан.
В январе 1943 года направлен на учебу в Харьковскую военно-авиационную школу. В апреле 1944 года демобилизован по причине инвалидности. В 1945 году работал заведующим райпромкомбинатом в Абакане.
Окончил Красноярский лесотехникум (1949), затем, после двух лет работы инженером треста «Хакаслес», — Сибирский технологический институт (1951—1954).
- 1954—1955 — старший инженер треста «Хакаслес»,
- 1955—1958 — инструктор Хакасского обкома КПСС,
- 1958—1959 — заведующий отделом там же;
- 1959—1962 — второй секретарь Абаканского горкома КПСС.
- 1966—1972 — заместитель председателя Красноярского крайисполкома.

В 1972 году по рекомендации первого секретаря крайкома КПСС Владимира Долгих Анатолий Ильич был назначен на должность председателя Красноярского горсовета и занимал её до 1979 года.
В период его руководства в городе ежегодно вводилось более 300 тысяч м² жилья, было снесено несколько тысяч домов-бараков. Построен Театр оперы и балета, начато возведение Октябрьского моста, обустроена левобережная набережная Енисея, отреставрирован Покровский Собор. В Красноярске была проведена V зимняя Спартакиада народов РСФСР. За эти 7 лет население города увеличилось с 690 до 800 тысяч человек.
С сентября 1979 года председатель краевого комитета народного контроля.
Умер 6 июля 2021 года.
Награждён двумя орденами Трудового Красного Знамени и медалями.